# Le ragazze della porta accanto
Le ragazze della porta accanto  (Les Filles d'à côté) è una serie televisiva francese in 170 episodi trasmessi per la prima volta nel corso di una sola stagione dal 1993 al 1995. È stata seguita dalla serie Les Nouvelles Filles d'à côté (1995-1996, 156 episodi).
Lanciata sulla scia del successo di Primi baci e Hélène e i suoi amici, Le ragazze della porta accanto si differenzia da queste in quanto rappresenta trentenni single e il target è chiaramente maggiormente orientato verso gli adulti. 

## Trama
Cinque trentenni single e vicini di casa sono i protagonisti della serie. Tra di essi vi sono tre donne, Claire, Fanny e Magalie, e due uomini, Daniel e Marc. 

## Personaggi e interpreti
- Claire (137 episodi, 1993-1995), interpretata da Christiane Jean, doppiata da Pinella Dragani.
- Daniel (131 episodi, 1993-1995), interpretato da Bradley Cole, doppiato da Luca Ward.
- Gérard (121 episodi, 1993-1995), interpretato da Gérard Vives, doppiato da Massimo De Ambrosis.
- Marc (119 episodi, 1993-1995), interpretato da Thierry Redler, doppiato da Simone Mori.
- Magalie (108 episodi, 1993-1994), interpretata da Hélène Le Moignic, doppiata da Micaela Esdra.
- Fanny (107 episodi, 1993-1995), interpretata da Cécile Auclert, doppiata da Claudia Razzi.
- Vincent (73 episodi, 1993-1995), interpretato da Vincent Latorre.
- Mme Bellefeuille (66 episodi, 1994-1995), interpretato da Dan Simkovitch.
- Wendy (58 episodi, 1993-1994), interpretata da Wendy Malpeli.
- Sabine (31 episodi, 1994-1995), interpretata da Marie Chevalier.
- Luna (26 episodi, 1994-1995), interpretato da Laetitia Gabrielli.
- Charly (21 episodi, 1994-1995), interpretato da Charly Chemouny.
- Karen (12 episodi, 1995), interpretata da Karen Chéryl.
- Adeline (10 episodi, 1994-1995), interpretata da Adeline Blondieau.

## Produzione
La serie, ideata da Jean-Luc Azoulay, fu prodotta da AB Productions.

### Registi
Tra i registi sono accreditati:
- Jacques Samyn in 58 episodi (1993-1994)
- André Flédérick in 29 episodi (1994-1995)
- Jean-Pierre Spiero in 12 episodi (1994)
- Gérard Espinasse in 7 episodi (1994)
- Marianne Fossorier in 7 episodi (1994)
- Philippe Galardi in 3 episodi (1994)

### Sceneggiatori
Tra gli sceneggiatori sono accreditati:
- Jean-Luc Azoulay in 111 episodi (1993-1995)
- Bénédicte Laplace in 63 episodi (1994-1995)
- Patricia Bitschnau in 28 episodi (1994-1995)
- Emmanuelle Mottaz in 8 episodi (1994)

## Episodi
| Stagione       | Episodi | Prima TV Francia | Prima TV Italia |
| -------------- | ------- | ---------------- | --------------- |
| Prima stagione | 170     | 1993-1995        | 1998            |

## Distribuzione
La serie fu trasmessa in Francia dal 20 dicembre 1993 al 31 gennaio 1995 sulla rete televisiva TF1. In Italia è stata trasmessa parzialmente su TMC 2 nel 1998 con il titolo Le ragazze della porta accanto.